# István Tatár
István Tatár (né le 4 mars 1958 à Eger et mort le 2 janvier 2017) est un athlète hongrois, spécialiste du sprint.

## Carrière
Son meilleur temps sur 100 m a été enregistré lors des premiers Championnats du monde d'athlétisme à Helsinki en 10 s 45 (vf) où il termine quart-de-finaliste. Il détient actuellement (en 2011) le record national du relais 4 × 100 m (lors du Budapest Grand Prix de 1986 en 38 s 67). Il termine 6e en finale du relais lors des Championnats du monde de 1987. Il a participé aux Jeux de Moscou et à ceux de Séoul, à la fois sur l'épreuve individuelle qu'en relais 4 × 100 m (finaliste à Séoul).